# Black Flag (romanzo)
Black Flag è un romanzo fantawestern di Valerio Evangelisti del 2002, secondo capitolo della serie di Pantera inaugurata con Metallo urlante. Per la sua costruzione diegetica e lo stile narrativo, è considerato da Wu Ming 1 un esempio di New Italian Epic.

## Trama
Il libro si sviluppa su più piani temporali. Una parte è ambientata durante la guerra di secessione americana, durante la quale il protagonista Pantera si trova in contatto con un gruppo di soldati irregolari confederati (bushwhackers). La seconda parte "Paradice" si sviluppa fra la fine dell'anno 2999 e 3000, dove viene descritto un mondo nel quale la malattia mentale ha preso il sopravvento e le distinzioni fra gruppi umani si basano solamente sulle differenti psicosi. La terza parte "Porphyria" si svolge a Panama City, alla fine del XX secolo, durante un bombardamento da parte dell'esercito statunitense che porta alla liberazione di nove soldati delle forze speciali da un reparto psichiatrico del locale ospedale.

## Edizioni
- Valerio Evangelisti, Black Flag, Stile libero, Einaudi, 2002,  pp. 221, ISBN 978-88-06-16094-4.